# SS Dominator
El SS Dominator fue un carguero que encalló en la península de Palos Verdes, en la zona de South Bay, California, en 1961 debido a un error de navegación mientras se perdía en la niebla. Sus restos todavía se pueden ver hoy en día y sirven como punto de interés para excursionistas y kayakistas.

## Hundimiento
El 13 de marzo de 1961, el Dominator se dirigía a Los Ángeles desde Vancouver con un cargamento de trigo y carne de res cuando encalló frente a Palos Verdes, California. Durante dos días, la Guardia Costera de los Estados Unidos y los remolcadores intentaron reflotarlo, pero el mar embravecido y los fuertes vientos solo lo obligaron a subir más alto sobre las rocas. 
Después de dos días, la tripulación abandonó el barco. El barco varado fue subastado y el casco y el cargamento se vendieron por separado, lo que provocó algunos conflictos entre los salvadores, ya que intentaron obtener lo que pudieron. Finalmente, el barco se rompió lentamente bajo el golpeteo de las olas y grandes pedazos de restos se esparcieron por la orilla.
En el año 2024, todavía se pueden ver restos en 33°46′26″N 118°25′42″O / 33.77389, -118.42833.

## Galería

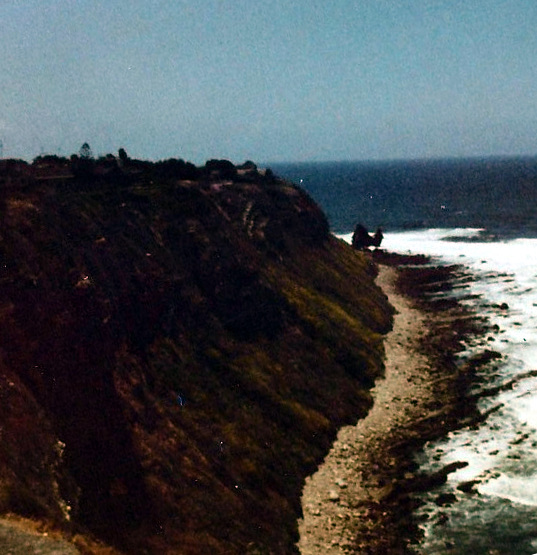
Observando el Dominator desde el inicio del sendero sur, 1981
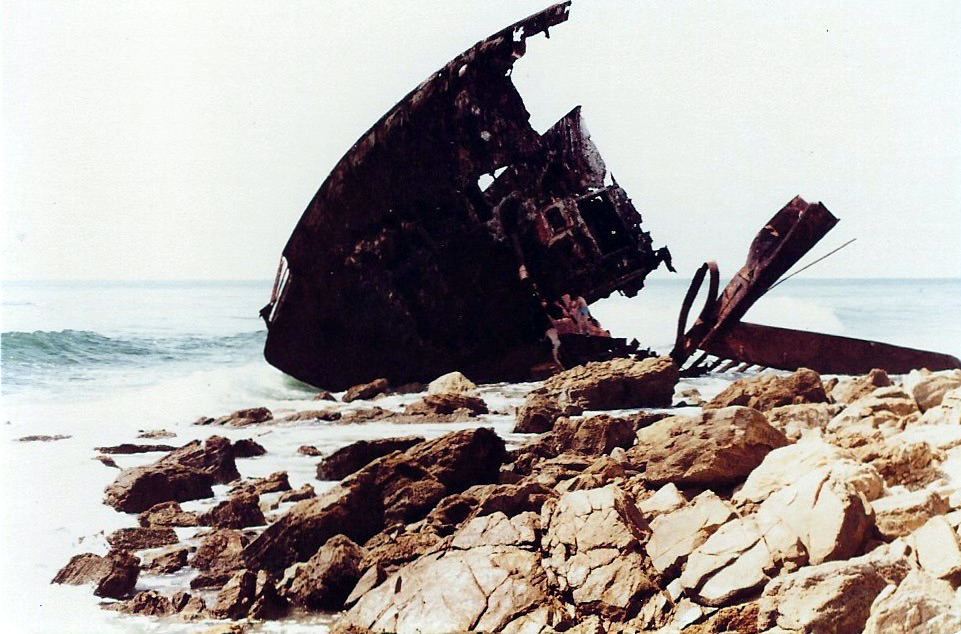
Los restos del Dominator, hacia 1981
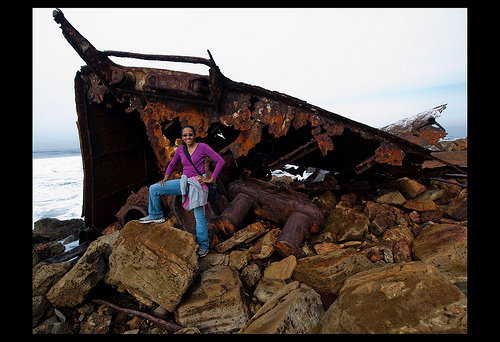
Dominator a finales de 2009